# École de Padoue
L’école de Padoue est un courant de pensée philosophique qui a fleuri à Padoue, en République de Venise, du xve au XVIe siècle.

## Nom
L’école philosophique de Padoue tire son nom de l’université de Padoue, au sein de laquelle elle a pris naissance, sans se confondre nullement avec elle. Ainsi, on peut citer comme précurseurs, Fra Urbano, qui a enseigné à Paris, à Padoue et à Bologne et qui a contribué à la diffusion des doctrines averroïstes, ou comme le naturaliste de l’université de Bologne, Cecco d'Ascoli, brulé pour cause d'hérésie, en 1327. Ainsi certains penseurs, comme Ernest Renan, ont pu écrire que « sous le nom d’école de Padoue on comprend ici tout le développement philosophique du nord-est de l’Italie. »

## Histoire
L’histoire de l’école de Padoue commence avec Pierre d'Abano et ses ouvrages, dont son grand œuvre intitulé Conciliator differentiarum philosophorum et præcipue medicorum, et il en a été récompensé par la découverte de doctrines philosophiques qui méritaient d’avoir une place dans l’histoire générale de la philosophie.

## Caractère général
L’école de Padoue se caractérise comme une philosophie de la nature éloignée du mysticisme, inclinant vers un empirisme parfois influencé par l’averroïsme et l’aristotélicisme. L’astrologie, discipline qui a occupé une grande place dans toutes les universités, pendant le Moyen-Âge et même la Renaissance, a également été le complément de la philosophie de la nature de la première période de l’école de Padoue et, elle se rattache à Aristote lui même, pour présenter un vrai système cosmologique cohérent. L’école de Padoue a étudié la philosophie naturelle, sous ses deux formes principales, étude du monde humain, étude du monde astral. La première a donné un substratum réel et positif à la nature, en attribuant à l’idée de matière une fixité et une détermination qu’elle n’avait pas encore reçues ; la seconde a eu pour résultat de poser en principe la connexion de toutes les parties de l’univers, leur action réciproque et leur intervention nécessaire dans les transformations dont le monde est le théâtre, intervention qui à elle seule suffit à tout expliquer. La notion de miracles et d'oracles, est contestée, en particulier, pour affirmer la seule existence du déterminisme naturel.

## Historique
La conquête de Padoue par Venise, en 1405, a eu une influence positive sur les développements et sur la liberté de l’école de Padoue au XVe siècle. Venise a constamment protégé les professeurs de Padoue contre l’Inquisition, et a constamment fait les plus grands sacrifices pour une université dont elle était fière. De la philosophie de la nature, l’objet principal d’étude est devenu, pendant cette nouvelle période, le principe métaphysique de l’existence. Les études logiques ont dominé pendant la première moitié du XVe siècle, et la querelle entre les partisans de Platon et d’Aristote, ont rempli la seconde moitié tout entière. Dès cette époque les avancées de l’école de Padoue sont telles qu’elles ont pu faire dire à  John Herman Randall que 

« Ce que Paris avait été au XIIIe siècle, et Oxford et Paris ensemble au XIVe siècle, Padoue l’est devenu au XIVe siècle : le centre dans lequel les idées de toute l’Europe ont été combinées en un ensemble organisé et cumulatif de connaissances. »

Toute la première moitié du XVe siècle a consisté en études purement logiques. Les averroïstes de Padoue ont pris la main sur les ockhamistes de l’université de Paris, comme Pierre d'Ailly. Le plus considérable de tous ces logiciens de l’école de Padoue est Paul de Venise, élève de William Heytesbury, l’un des quatre calculateurs d'Oxford, dont la Summa Naturalis contient une exposition de toutes les idées de la dynamique des Ockhamites de Paris et des logiciens d’Oxford.
Gaëtan de Tiène n’est donc pas le fondateur de l'averroïsme padouan, comme on l’a parfois présenté mais, par sa fortune, sa position sociale, son enseignement et ses écrits, il a puissamment contribué à en augmenter l’autorité. Devenu un des personnages les plus importants de l’université de Padoue, sa bibliothèque est passée, avec ses propres écrits, à l’abbaye de San Giovanni in Verdara, un des principaux centres de l’averroïsme, et de là à Saint-Marc. Le nombre extraordinaire de copies de ses cours atteste de la vogue dont il a joui, durant la seconde moitié du XVe siècle, dans les écoles d’Italie et même de toute l’Europe.
À la fin du XVe siècle, après avoir lu les commentaires de Thémistios nouvellement traduits du grec par son collègue Hermolao Barbaro, Nicoletto Vernia, a évolué de l’averroïsme, dont il a attaqué les vues sur l’immortalité de l’âme, vers l’aristotélisme. Comme les platoniciens, les aristotéliciens ont commencé à discuter de Dieu, de la liberté et de l’immortalité par rapport à l’âme individuelle, mais, contrairement à eux, ils sont arrivés par Aristote à des conclusions naturalistes.
À la charnière du XVe et du XVIe siècle, Pomponazzi, qui a enseigné la philosophie naturelle de 1488 à 1509 à l’université de Padoue a mêlé humanisme et naturalisme scientifique d’une façon que l’on ne retrouvera qu’avec Spinoza et les Newtoniens du XVIIIe siècle. En privilégiant la lecture et le commentaire des ouvrages d'Aristote, Pomponazzi s'est opposé à l'enseignement de l’averroïste Alessandro Achillini. Développant sa pensée dans le sens du matérialisme, il a soutenu que l'âme humaine était, d’après les doctrines d'Aristote, mortelle, ce qui lui a valu polémiques et persécutions de la part de l'Église : son Traité de l'immortalité de l'âme est brulé en place publique par les inquisiteurs à Venise et mis au nombre des ouvrages proscrits par le concile de Trente. Appliqué à la Nature, son naturalisme y voyait une uniformité ordonnée de la loi qui n’admettait aucun miracle, démon ou anges, pas même une intervention divine directe. Tous les événements miraculeux s’expliquaient par des causes purement naturelles. L’origine et le développement des religions elles-mêmes reçoivent une explication naturaliste.
Un demi-siècle plus tard, l’école de Padoue  atteint son apogée avec Jacopo Zabarella, promu à la première chaire extraordinaire de philosophie naturelle de l’université de Padoue, en 1577. Héritier à la fois des Alexandrins et des Averroïstes, et avec des intérêts encyclopédiques embrassant toute la gamme des études scientifiques, il a dans De rebus naturalibus (1590) discuté de chacun des problèmes élaborés par l’école de Padoue depuis plus de trois cents ans, et avec une clarté et une lucidité incomparables pour résumer leur sagesse collective en contact avec les paroles mêmes d’Aristote. Loin de tout caractère scolastique, Zabarella est surtout connu pour ses écrits logiques, dans lequel il a complété les avancées méthodologiques de ses prédécesseurs. Il a également résumé la sagesse des humanistes sur la nature humaine et sur le destin naturel de l’âme. Il s’est exposé à l’accusation d’athéisme pour son livre De inventione æterni motoris.
L’école de Padoue n’a rien de plus célèbre que les luttes de Pomponazzi et d’Achillini. Achillini l’emportait dans les thèses solennelles, mais le public donnait raison à Pomponazzi, en se portant en foule à ses leçons. La ligue de Cambrai les a forcés l’un et l’autre, en 1509, de transporter leur champ de bataille à Bologne, où la lutte s’est continuée jusqu’à la mort des deux combattants, vers 1520. Le successeur de Zabarella, le dernier des grands aristotéliciens de Padoue, est Cesare Cremonini. Anticlérical et rationaliste religieux hors pair, ce dernier a mené avec succès la lutte contre l’établissement d’une école des jésuites à Padoue, et n’a dû qu’aux autorités vénitiennes d’être sauvé de l’Inquisition, qui devait s’avérer si rigoureuse à l’endroit de son ami et collègue Galilée.
Cremonini a maintenu le déni averroïste de la création, de l’immortalité de l’âme, de la personnalité et de la providence de Dieu, qui ne serait qu’une cause finale, les cieux étant la cause efficiente, et leur être, leurs propriétés et leurs lois étant indépendants de Dieu. Cremonini, au nom de la physique et de l’astronomie aristotéliciennes, était à la fois l’adversaire le plus vigoureux et le plus aigu de Galilée, son ami et collègue à Padoue. Dans ses nombreux commentaires, l’idée d’une physique qualitative et logique vient vraiment à bout de la nouvelle physique quantitative et mathématique de Galilée. Les rigoureuses doctrines aristotéliciennes de Padoue n’avaient, cependant, pas de succès hors d’Italie, où les écoles étaient dominées par les théologiens. Son rationalisme moral et religieux, sa critique du complexe d’idées ecclésiastiques, ont néanmoins eu une large influence en France, où elles ont été la principale force de formation de la pensée des libertins, que seul le triomphe du rationalisme cartésien a pu arrêter, après 1637, sans pouvoir en empêcher l’essor au XVIIIe siècle, en accord avec une science plus neuve et dans le gout du jour. Symbolique est la figure de Lucilio Vanini, qui a repris l’interprétation naturaliste des phénomènes surnaturels de son maitre  Pomponazzi, et combiné l’averroïsme avec la nouvelle nature panthéiste philosophie de Cardano et de Bernardino Telesio, pour finir, loin de la protection de Padoue et de Venise, sur le bucher, à Toulouse, en 1619.